# Royal Pains/Episodenliste

Logo zur Serie

Diese Episodenliste enthält alle Episoden der US-amerikanischen Dramaserie Royal Pains, sortiert nach der US-amerikanischen Erstausstrahlung. Die Fernsehserie umfasst acht Staffeln mit 104 Episoden. Am 16. Dezember 2012 wurde ein zweistündiges Feiertagsspecial ausgestrahlt.

## Übersicht
| Staffel | Episodenanzahl | Erstausstrahlung USA | Erstausstrahlung USA | Deutschsprachige Erstausstrahlung | Deutschsprachige Erstausstrahlung |
| Staffel | Episodenanzahl | Staffelpremiere      | Staffelfinale        | Staffelpremiere                   | Staffelfinale                     |
| ------- | -------------- | -------------------- | -------------------- | --------------------------------- | --------------------------------- |
| 1       | 12             | 4. Juni 2009         | 27. August 2009      | 17. Mai 2011                      | 2. August 2011                    |
| 2       | 18             | 3. Juni 2010         | 24. Februar 2011     | 9. August 2011                    | 19. März 2012                     |
| 3       | 16             | 29. Juni 2011        | 22. Februar 2012     | 8. April 2013                     | 24. Juni 2013                     |
| 4       | 14             | 6. Juni 2012         | 19. September 2012   | 28. April 2014                    | 25. August 2014                   |
| Film    | 2              | 16. Dezember 2012    | 16. Dezember 2012    | 15. September 2014                | 22. September 2014                |
| 5       | 13             | 12. Juni 2013        | 11. September 2013   | 2. Oktober 2015                   | 8. Januar 2016                    |
| 6       | 13             | 10. Juni 2014        | 2. September 2014    | 22. Januar 2016                   | 15. April 2016                    |
| 7       | 8              | 2. Juni 2015         | 21. Juli 2015        | 22. April 2016                    | 10. Juni 2016                     |
| 8       | 8              | 18. Mai 2016         | 6. Juli 2016         |                                   |                                   |

## Staffel 1
Die Erstausstrahlung der ersten Staffel war vom 4. Juni bis zum 27. August 2009 auf dem US-amerikanischen Kabelsender USA Network zu sehen. Die deutschsprachige Erstausstrahlung sendete der deutsche Free-TV-Sender RTL vom 17. Mai bis zum 2. August 2011.
| Nr. (ges.) | Nr. (St.) | Deutscher Titel                       | Originaltitel                      | Erstausstrahlung USA | Deutschsprachige Erstausstrahlung (D) | Regie              | Drehbuch                                                                   |
| ---------- | --------- | ------------------------------------- | ---------------------------------- | -------------------- | ------------------------------------- | ------------------ | -------------------------------------------------------------------------- |
| 1          | 1         | Auch Reiche sind nur Menschen         | Pilot                              | 4. Juni 2009         | 17. Mai 2011                          | Jace Alexander     | Handlung: John P. Rogers & Andrew Lenchewski Schauspiel: Andrew Lenchewski |
| 2          | 2         | Das Essen der Anderen                 | There Will Be Food                 | 11. Juni 2009        | 24. Mai 2011                          | Don Scardino       | Michael Rauch                                                              |
| 3          | 3         | Diskretion über alles?                | Strategic Planning                 | 18. Juni 2009        | 31. Mai 2011                          | Jace Alexander     | Andrew Lenchewski                                                          |
| 4          | 4         | Es steigt der Mut mit der Gelegenheit | TB or Not TB                       | 25. Juni 2009        | 7. Juni 2011                          | Constantine Makris | Constance M. Burge                                                         |
| 5          | 5         | Inselbegabung                         | No Man is an Island                | 9. Juli 2009         | 14. Juni 2011                         | Don Scardino       | Carol Flint                                                                |
| 6          | 6         | Die Bar Mitzwau                       | If I Were a Sick Man               | 16. Juli 2009        | 21. Juni 2011                         | Dennie Gordon      | Jon Sherman                                                                |
| 7          | 7         | Wahnsinnige Liebe                     | Crazy Love                         | 23. Juli 2009        | 28. Juni 2011                         | Bronwen Hughes     | Jessica Ball                                                               |
| 8          | 8         | Flimmernde Herzen                     | The Honeymoon’s Over               | 30. Juli 2009        | 5. Juli 2011                          | Eric Laneuville    | Jason Gavin                                                                |
| 9          | 9         | Wunsch und Wahrheit                   | It’s Like Jamais Vu All Over Again | 6. Aug. 2009         | 12. Juli 2011                         | Michael W. Watkins | Michael Rauch & Constance M. Burge                                         |
| 10         | 10        | Reich und stur                        | Am I Blue?                         | 13. Aug. 2009        | 19. Juli 2011                         | Jay Chandrasekhar  | Jon Sherman & Carol Flint                                                  |
| 11         | 11        | Und der Haifisch, der hat Proteine    | Nobody’s Perfect                   | 20. Aug. 2009        | 27. Juli 2011                         | Ken Girotti        | Jessica Ball & Michael Rauch                                               |
| 12         | 12        | Böse Geister                          | Wonderland                         | 27. Aug. 2009        | 2. Aug. 2011                          | Jace Alexander     | Andrew Lenchewski                                                          |

## Staffel 2
Die Erstausstrahlung der zweiten Staffel war vom 3. Juni 2010 bis zum 24. Februar 2011 auf dem US-amerikanischen Kabelsender USA Network zu sehen. Die deutschsprachige Erstausstrahlung der ersten fünf Episoden sendete der deutsche Free-TV-Sender RTL vom 9. August bis zum 6. September 2011. Die restlichen Episoden sendete der Schweizer Sender SRF zwei vom 9. Januar bis zum 19. März 2012.
| Nr. (ges.) | Nr. (St.) | Deutscher Titel                      | Originaltitel                       | Erstausstrahlung USA | Deutschsprachige Erstausstrahlung (D/CH) | Regie               | Drehbuch |
| ---------- | --------- | ------------------------------------ | ----------------------------------- | -------------------- | ---------------------------------------- | ------------------- | --- |
| 13         | 1         | Vater unser!                         | Spasticity                          | 3. Juni 2010         | 9. Aug. 2011                             | Constantine Makris  | Andrew Lenchewski                                                                                              |
| 14         | 2         | Krank vor Liebe                      | Lovesick                            | 10. Juni 2010        | 16. Aug. 2011                            | Allison Liddi-Brown | Michael Rauch                                                                                                  |
| 15         | 3         | Hank und Goliath                     | Keeping the Faith                   | 17. Juni 2010        | 23. Aug. 2011                            | Dennis Smith        | Jack Bernstein & Michael Rauch                                                                                 |
| 16         | 4         | Zwei in einer Kuba-Krise – Teil 1    | Medusa                              | 24. Juni 2010        | 30. Aug. 2011                            | Matthew Penn        | Andrew Lenchewski & Constance M. Burge                                                                         |
| 17         | 5         | Zwei in einer Kuba-Krise – Teil 2    | Mano a Mano                         | 1. Juli 2010         | 6. Sep. 2011                             | Matthew Penn        | Carol Flint & Jon Sherman                                                                                      |
| 18         | 6         | Zwischen Wein und Wahrheit           | In Vino Veritas                     | 15. Juli 2010        | 9. Jan. 2012                             | Michael W. Watkins  | Jessica Ball                                                                                                   |
| 19         | 7         | Paige & Evan                         | Comfort’s Overrated                 | 22. Juli 2010        | 16. Jan. 2012                            | Ed Fraiman          | Constance M. Burge                                                                                             |
| 20         | 8         | Hankover                             | The Hankover                        | 29. Juli 2010        | 23. Jan. 2012                            | Jay Chandrasekhar   | Carol Flint & Jon Sherman                                                                                      |
| 21         | 9         | Die wundersame Welt der Liebe        | Frenemies                           | 5. Aug. 2010         | 30. Jan. 2012                            | Wendey Stanzler     | Jack Bernstein                                                                                                 |
| 22         | 10        | Beziehungsbeschwerden                | Whole Lotto Love                    | 12. Aug. 2010        | 6. Feb. 2012                             | Tawnia McKiernan    | Michael Rauch & Jessica Ball                                                                                   |
| 23         | 11        | Doktorspiele                         | Big Whoop                           | 19. Aug. 2010        | 13. Feb. 2012                            | Michael W. Watkins  | Michael Rauch & Contance M. Burge                                                                              |
| 24         | 12        | Bitte den Mund öffnen und still sein | Open Up Your Yenta Mouth and Say Ah | 26. Aug. 2010        | 13. Feb. 2012                            | Ken Whittingham     | Andrew Lenchewski                                                                                              |
| 25         | 13        | Handicap                             | Mulligan                            | 20. Jan. 2011        | 20. Feb. 2012                            | Michael Rauch       | Michael Rauch & Jon Sherman                                                                                    |
| 26         | 14        | Stimmt die Realität?                 | Pit Stop                            | 27. Jan. 2011        | 20. Feb. 2012                            | Matthew Penn        | Handlung: Simran Baidwan, Jack Bernstein & Jessica Ball Schauspiel: Jack Bernstein & Jessica Ball              |
| 27         | 15        | Vergeigt                             | A History of Violins                | 3. Feb. 2011         | 20. Feb. 2012                            | Dennie Gordon       | Handlung: Alex Douglas, Jon Sherman & Carol Flint Schauspiel: Jon Sherman & Carol Flint                        |
| 28         | 16        | Mich trifft der Blitz                | Astraphobia                         | 10. Feb. 2011        | 5. März 2012                             | Ed Fraiman          | Andrew Lenchewski & Stuart Feldman                                                                             |
| 29         | 17        | Unter den Wolken                     | Fight or Flight                     | 17. Feb. 2011        | 12. März 2012                            | Michael Rauch       | Handlung: Aubrey Villalobos, Michael Rauch & Constance M. Burge Schauspiel: Michael Rauch & Constance M. Burge |
| 30         | 18        | Am Ende des Sommers                  | Listen to the Music                 | 24. Feb. 2011        | 19. März 2012                            | Constantine Makris  | Andrew Lenchewski                                                                                              |

## Staffel 3
Die Erstausstrahlung der dritten Staffel war vom 29. Juni 2011 bis zum 22. Februar 2012 auf dem US-amerikanischen Kabelsender USA Network zu sehen. Die deutschsprachige Erstausstrahlung sendete der Schweizer Free-TV-Sender SRF zwei vom 8. April bis zum 24. Juni 2013.
| Nr. (ges.) | Nr. (St.) | Deutscher Titel                                      | Originaltitel                  | Erstausstrahlung USA | Deutschsprachige Erstausstrahlung (CH) | Regie               | Drehbuch                            |
| ---------- | --------- | ---------------------------------------------------- | ------------------------------ | -------------------- | -------------------------------------- | ------------------- | ----------------------------------- |
| 31         | 1         | Der Sonne entgegen                                   | Traffic                        | 29. Juni 2011        | 8. Apr. 2013                           | Constantine Makris  | Andrew Lenchewski                   |
| 32         | 2         | Rivalen des Ruhms                                    | But There’s a Catch            | 6. Juli 2011         | 15. Apr. 2013                          | Michael Watkins     | Michael Rauch                       |
| 33         | 3         | Sie hatten Post                                      | Rash Talk                      | 13. Juli 2011        | 15. Apr. 2013                          | Michael Rauch       | Constance M. Burge                  |
| 34         | 4         | Vaterlinie                                           | The Shaw/Hank Redemption       | 20. Juli 2011        | 22. Apr. 2013                          | Matthew Penn        | Jon Sherman & Carol Flint           |
| 35         | 5         | Der Mann, den sie Grandpa nannten                    | A Man Called Grandpa           | 27. Juli 2011        | 22. Apr. 2013                          | Matthew Penn        | Andrew Lenchewski & Jessica Ball    |
| 36         | 6         | Ein Apfel am Tag und du hättest dir den Arzt gespart | An Apple a Day                 | 3. Aug. 2011         | 29. Apr. 2013                          | Don Scardino        | Jack Bernstein                      |
| 37         | 7         | Angst im Rampenlicht                                 | Ta Da For                      | 10. Aug. 2011        | 29. Apr. 2013                          | Ed Fraiman          | Jon Sherman                         |
| 38         | 8         | Preussisch Blau                                      | Run, Hank, Run                 | 17. Aug. 2011        | 6. Mai 2013                            | Emile Levisetti     | Carol Flint                         |
| 39         | 9         | Evans Entscheidung                                   | Me First                       | 24. Aug. 2011        | 6. Mai 2013                            | Allison Liddi-Brown | Michael Rauch & Constance M. Burge  |
| 40         | 10        | Die Ohnmacht der Kunst                               | A Little Art, A Little Science | 31. Aug. 2011        | 13. Mai 2013                           | Matthew Penn        | Andrew Lenchewski                   |
| 41         | 11        | Das grosse Trennen                                   | A Farewell to Barnes           | 18. Jan. 2012        | 20. Mai 2013                           | Michael Rauch       | Jon Sherman & Michael Rauch         |
| 42         | 12        | Kontaktschwierigkeiten                               | Some Pig                       | 25. Jan. 2012        | 27. Mai 2013                           | Michael Watkins     | Jessica Ball                        |
| 43         | 13        | Kehrseiten                                           | My Back to the Future          | 1. Feb. 2012         | 3. Juni 2013                           | Mark Feuerstein     | Constance M. Burge & Jack Bernstein |
| 44         | 14        | Sommernachtsträume                                   | Bottoms Up                     | 8. Feb. 2012         | 10. Juni 2013                          | Tricia Brock        | Carol Flint & Simran Baidwan        |
| 45         | 15        | Am Rande des Friedens und darüber hinaus             | Hank and the Deep Blue Sea     | 15. Feb. 2012        | 17. Juni 2013                          | Jay Chandrasekhar   | Michael Rauch & Jessica Ball        |
| 46         | 16        | Zeit der Trauer                                      | This One’s for Jack            | 22. Feb. 2012        | 24. Juni 2013                          | Emile Levisetti     | Andrew Lenchewski                   |

## Staffel 4
Die Erstausstrahlung der vierten Staffel war vom 6. Juni bis zum 19. September 2012 auf dem US-amerikanischen Kabelsender USA Network zu sehen. Die deutschsprachige Erstausstrahlung sendete der Schweizer Free-TV-Sender SRF zwei vom 28. April bis zum 25. August 2014.
| Nr. (ges.) | Nr. (St.) | Deutscher Titel                  | Originaltitel                  | Erstausstrahlung USA | Deutschsprachige Erstausstrahlung (CH) | Regie               | Drehbuch                                                                  |
| ---------- | --------- | -------------------------------- | ------------------------------ | -------------------- | -------------------------------------- | ------------------- | ------------------------------------------------------------------------- |
| 47         | 1         | Im Feuerwerk                     | After the Fireworks            | 6. Juni 2012         | 28. Apr. 2014                          | Emile Levisetti     | Andrew Lenchewski                                                         |
| 48         | 2         | Nach dem Sturm ist vor dem Sturm | Imperfect Storm                | 13. Juni 2012        | 5. Mai 2014                            | Emile Levisetti     | Michael Rauch                                                             |
| 49         | 3         | Brüder auf Bewährung             | A Guesthouse Divided           | 20. Juni 2012        | 12. Mai 2014                           | Jay Chandrasekhar   | Constance M. Burge & Jack Bernstein                                       |
| 50         | 4         | Zombietown                       | Dawn of the Med                | 27. Juni 2012        | 19. Mai 2014                           | Michael Watkins     | Carol Flint & Jon Sherman                                                 |
| 51         | 5         | Bittersüsser Beigeschmack        | You Give Love a Bad Name       | 11. Juli 2012        | 26. Mai 2014                           | Michael Rauch       | Michael Rauch & Jessica Ball                                              |
| 52         | 6         | Viele Gesichter                  | About Face                     | 18. Juli 2012        | 2. Juni 2014                           | Matthew Penn        | Constance M. Burge                                                        |
| 53         | 7         | Dies sind die Abenteuer…         | Fools Russian                  | 25. Juli 2012        | 9. Juni 2014                           | Allison Liddi-Brown | Carol Flint                                                               |
| 54         | 8         | Ein Tier ist ein Tier            | Manimal                        | 1. Aug. 2012         | 7. Juli 2014                           | Mark Feuerstein     | Jon Sherman                                                               |
| 55         | 9         | Geschäft und Vergnügen           | Business and Pleasure          | 15. Aug. 2012        | 14. Juli 2014                          | Constantine Makris  | Andrew Lenchewski & Jeff Drayer                                           |
| 56         | 10        | Vätertreffen                     | Who’s Your Daddy               | 22. Aug. 2012        | 21. Juli 2014                          | Michael Watkins     | Michael Rauch & Jon Sherman                                               |
| 57         | 11        | Ein Abend mit Ava                | Dancing With the Devil         | 29. Aug. 2012        | 28. Juli 2014                          | Paulo Costanzo      | Handlung: Jack Bernstein & Simrain Baidwan Schauspiel: Jack Bernstein     |
| 58         | 12        | Nähe auf Abstand                 | Hurts Like a Mother            | 5. Sep. 2012         | 4. Aug. 2014                           | Tawnia McKiernan    | Jessica Ball & Aubrey Karr                                                |
| 59         | 13        | Hanks zukünftiger Kollege        | Something Fishy This Way Comes | 12. Sep. 2012        | 18. Aug. 2014                          | Janice Cooke        | Michael Rauch & Constance M. Burge                                        |
| 60         | 14        | Auf Lügen gebaut                 | Sand Legs                      | 19. Sep. 2012        | 25. Aug. 2014                          | Emile Levisetti     | Handlung: Andrew Lenchewski & Antonia Ellis Schauspiel: Andrew Lenchewski |

## Film
Im September 2012 gab USA Network einen Weihnachtsfernsehfilm zur Serie bekannt, der am 16. Dezember 2012 ausgestrahlt wurde. Die deutschsprachige Erstausstrahlung sendete der Schweizer Free-TV-Sender SRF zwei am 15. und 22. September 2014.
| Nr. (ges.) | Nr. (St.) | Deutscher Titel                          | Originaltitel            | Erstausstrahlung USA | Deutschsprachige Erstausstrahlung (CH) | Regie         | Drehbuch                           |
| ---------- | --------- | ---------------------------------------- | ------------------------ | -------------------- | -------------------------------------- | ------------- | ---------------------------------- |
| 61         | 1         | Heiraten ist eine mühsame Sache – Teil 1 | Off-Season Greetings (1) | 16. Dez. 2012        | 15. Sep. 2014                          | Michael Rauch | Carol Flint & Jon Sherman          |
| 62         | 2         | Heiraten ist eine mühsame Sache – Teil 2 | Off-Season Greetings (2) | 16. Dez. 2012        | 22. Sep. 2014                          | Michael Rauch | Constance M. Burge & Michael Rauch |

## Staffel 5
Die Erstausstrahlung der fünften Staffel war vom 12. Juni bis zum 11. September 2013 auf dem US-amerikanischen Kabelsender USA Network zu sehen. Die deutschsprachige Erstausstrahlung sendete der Pay-TV-Sender Passion vom 2. Oktober 2015 bis zum 6. Januar 2016.
| Nr. (ges.) | Nr. (St.) | Deutscher Titel                       | Originaltitel      | Erstausstrahlung USA | Deutschsprachige Erstausstrahlung (D) | Regie               | Drehbuch                            |
| ---------- | --------- | ------------------------------------- | ------------------ | -------------------- | ------------------------------------- | ------------------- | ----------------------------------- |
| 63         | 1         | Ein Arzt unter Aufsicht               | Hankwatch          | 12. Juni 2013        | 2. Okt. 2015                          | Emile Levisetti     | Andrew Lenchewski & Jeff Drayer     |
| 64         | 2         | Auf gute Nachbarschaft                | Blythe Spirits     | 19. Juni 2013        | 9. Okt. 2015                          | Constantine Makris  | Michael Rauch                       |
| 65         | 3         | Die Macht der Worte                   | Lawson Translation | 26. Juni 2013        | 16. Okt. 2015                         | Emile Levisetti     | Constance M. Burge                  |
| 66         | 4         | Mutterinstinkte                       | Pregnant Paws      | 10. Juli 2013        | 23. Okt. 2015                         | Ken Whittingham     | Simran Baidwan                      |
| 67         | 5         | Eine Leidenschaft, die Leiden schafft | Vertigo            | 17. Juli 2013        | 30. Okt. 2015                         | Michael W. Watkins  | Carol Flint                         |
| 68         | 6         | Auf dünnem Eis                        | Can of Worms       | 24. Juli 2013        | 6. Nov. 2015                          | Jay Chandrasekhar   | Jon Sherman                         |
| 69         | 7         | Dunkle Wolken im Paradies             | Chock Full O’ Nuts | 31. Juli 2013        | 13. Nov. 2015                         | Mark Feuerstein     | Aubrey Karr                         |
| 70         | 8         | Wer bietet mehr?                      | Hammertime         | 7. Aug. 2013         | 20. Nov. 2015                         | Allison Liddi-Brown | Jack Bernstein                      |
| 71         | 9         | Die Qual der Wahl                     | Pins And Needles   | 14. Aug. 2013        | 27. Nov. 2015                         | Ed Fraiman          | Jessica Ball                        |
| 72         | 10        | Elterliche Fürsorge                   | Game Of Phones     | 21. Aug. 2013        | 4. Dez. 2015                          | Matthew Penn        | Carol Flint & Jon Sherman           |
| 73         | 11        | Offenes Geheimnis                     | The Party’s Over   | 28. Aug. 2013        | 11. Dez. 2015                         | Joe Collins         | Michael Rauch & Jessica Ball        |
| 74         | 12        | Nachgehakt                            | A Trismus Story    | 4. Sep. 2013         | 18. Dez. 2015                         | Tawnia McKiernan    | Constance M. Burge & Jack Bernstein |
| 75         | 13        | Die schwerste Prüfung kommt zuletzt   | Bones to Pick      | 11. Sep. 2013        | 8. Jan. 2016                          | Michael Rauch       | Andrew Lenchewski                   |

## Staffel 6
Die Erstausstrahlung der sechsten Staffel war vom 10. Juni bis zum 2. September 2014 auf dem US-amerikanischen Kabelsender USA Network zu sehen. Die deutschsprachige Erstausstrahlung sendete der Pay-TV-Sender RTL Passion vom 22. Januar bis 15. April 2016.
| Nr. (ges.) | Nr. (St.) | Deutscher Titel                    | Originaltitel                 | Erstausstrahlung USA | Deutschsprachige Erstausstrahlung (D) | Regie              | Drehbuch                                                                  | Zuschauer (USA) |
| ---------- | --------- | ---------------------------------- | ----------------------------- | -------------------- | ------------------------------------- | ------------------ | ------------------------------------------------------------------------- | --------------- |
| 76         | 1         | Alles ist Schall und Rauch         | Smoke and Mirrors             | 10. Juni 2014        | 22. Jan. 2016                         | Kevin Dowling      | Handlung: Andrew Lenchewski Schauspiel: Andrew Lenchewski & Jeff Drayer   | 2,38 Mio.       |
| 77         | 2         | Familienangelegenheiten            | All in the Family             | 17. Juni 2014        | 29. Jan. 2016                         | Matthew Penn       | Handlung: Michael Rauch & Antonia Ellis Schauspiel: Michael Rauch         | 1,90 Mio.       |
| 78         | 3         | Kein Schritt zu weit               | A Bridge Not Quite Far Enough | 24. Juni 2014        | 5. Feb. 2016                          | Matthew Penn       | Handlung: Constance M. Burge & Jeff Drayer Schauspiel: Constance M. Burge | 2,30 Mio.       |
| 79         | 4         | Fleisch ist kein Gemüse            | Steaks on a Plane             | 1. Juli 2014         | 12. Feb. 2016                         | Emile Levisetti    | Jon Sherman & Carol Flint                                                 | 2,11 Mio.       |
| 80         | 5         | Wunderheilung?                     | Goodwill Stunting             | 8. Juli 2014         | 19. Feb. 2016                         | Paulo Costanzo     | Jack Bernstein                                                            | 2,04 Mio.       |
| 81         | 6         | Alle lieben Ray, Mann!             | Everybody Loves Ray, Man      | 15. Juli 2014        | 26. Feb. 2016                         | Constantine Makris | Jeff Drayer                                                               | 1,78 Mio.       |
| 82         | 7         | Elektrisierende Jugend             | Electric Youth                | 22. Juli 2014        | 4. März 2016                          | Charles McClelland | Jessica Ball                                                              | 2,07 Mio.       |
| 83         | 8         | Manchmal kommen sie (nicht) wieder | I Did Not See That Coming     | 29. Juli 2014        | 11. März 2016                         | Jay Chandrasekhar  | Carol Flint & Jon Sherman                                                 | 1,94 Mio.       |
| 84         | 9         | Doktor der Sinne                   | Oh, M. G.                     | 5. Aug. 2014         | 18. März 2016                         | Mark Feuerstein    | Aubrey Karr                                                               | 2,02 Mio.       |
| 85         | 10        | Krisen in Zeiten der Malaria       | Good Air/Bad Air              | 12. Aug. 2014        | 25. März 2016                         | Jay Chandrasekhar  | Carol Flint & Simran Baidwan                                              | 1,99 Mio.       |
| 86         | 11        | Partnerwechsel                     | Hankmed on the Half Shell     | 19. Aug. 2014        | 1. Apr. 2016                          | Joe Collins        | Constance M. Burge & Jon Sherman                                          | 1,97 Mio.       |
| 87         | 12        | Freunde und andere Feindschaften   | A Bigger Boat                 | 26. Aug. 2014        | 8. Apr. 2016                          | Janice Cooke       | Handlung: Michael Rauch & Jessica Ball Schauspiel: Jessica Ball           | 1,92 Mio.       |
| 88         | 13        | Verbrüderung                       | Ganging Up                    | 2. Sep. 2014         | 15. Apr. 2016                         | Michael Rauch      | Andrew Lenchewski                                                         | 1,78 Mio.       |

## Staffel 7
Die Erstausstrahlung der siebten Staffel war vom 2. Juni bis zum 21. Juli 2015 auf dem US-amerikanischen Kabelsender USA Network zu sehen. Die deutschsprachige Erstausstrahlung sendete der Pay-TV-Sender RTL Passion vom 22. April bis 10. Juni 2016.
| Nr. (ges.) | Nr. (St.) | Deutscher Titel              | Originaltitel             | Erstausstrahlung USA | Deutschsprachige Erstausstrahlung (D) | Regie              | Drehbuch                           | Zuschauer (USA) |
| ---------- | --------- | ---------------------------- | ------------------------- | -------------------- | ------------------------------------- | ------------------ | ---------------------------------- | --------------- |
| 89         | 1         | Rückschlag                   | Rebound                   | 2. Juni 2015         | 22. Apr. 2016                         | Constantine Makris | Andrew Lenchewski                  | 1,67 Mio.       |
| 90         | 2         | Fehlstart                    | False Start               | 9. Juni 2015         | 29. Apr. 2016                         | Joe Collins        | Michael Rauch & Woody Strassner    | 1,46 Mio.       |
| 91         | 3         | Doktor spielen               | Playing Doctor            | 16. Juni 2015        | 6. Mai 2016                           | Emile Levisetti    | Constance M. Burge                 | 1,45 Mio.       |
| 92         | 4         | Prinz der Nukleotide         | The Prince of Nucleotides | 23. Juni 2015        | 13. Mai 2016                          | Michael B. Silver  | Carol Flint                        | 1,33 Mio.       |
| 93         | 5         | Drei sind zwei zuviel        | Voices Carry              | 30. Juni 2015        | 20. Mai 2016                          | Paulo Costanzo     | Jessica Ball                       | 1,35 Mio.       |
| 94         | 6         | Die geheime Asien-Connection | Secret Asian Man          | 7. Juli 2015         | 27. Mai 2016                          | Ed Fraiman         | Michael Rauch & Jeff Drayer        | 1,45 Mio.       |
| 95         | 7         | Aberglaube und Herzleiden    | Lama Trauma               | 14. Juli 2015        | 3. Juni 2016                          | Lara Shapiro       | Jon Sherman                        | 1,34 Mio.       |
| 96         | 8         | Entscheidungsmomente         | Lending a Shoulder        | 21. Juli 2015        | 10. Juni 2016                         | Jay Chandrasekhar  | Michael Rauch & Constance M. Burge | 1,57 Mio.       |

## Staffel 8
Anfang November 2014 verlängerte USA Network die Serie um eine achte Staffel mit acht Episoden. Die Ausstrahlung dieser letzten Staffel soll ab dem 18. Mai 2016 stattfinden.
| Nr. (ges.) | Nr. (St.) | Deutscher Titel | Originaltitel             | Erstausstrahlung USA | Deutschsprachige Erstausstrahlung (—) | Regie | Drehbuch | Zuschauer (USA) |
| ---------- | --------- | --------------- | ------------------------- | -------------------- | ------------------------------------- | ----- | -------- | --------------- |
| 97         | 1         | —               | Stranger Danger           | 18. Mai 2016         | —                                     | —     | —        | —               |
| 98         | 2         | —               | Palpating The Orbital Rim | 25. Mai 2016         | —                                     | —     | —        | —               |
| 99         | 3         | —               | Fly Me To Kowloon         | 1. Juni 2016         | —                                     | —     | —        | —               |
| 100        | 4         | —               | Doubt Of Africa           | 8. Juni 2016         | —                                     | —     | —        | —               |
| 101        | 5         | —               | Saab Story                | 15. Juni 2016        | —                                     | —     | —        | —               |
| 102        | 6         | —               | Home Sick                 | 22. Juni 2016        | —                                     | —     | —        | —               |
| 103        | 7         | —               | The Good News Is …        | 29. Juni 2016        | —                                     | —     | —        | —               |
| 104        | 8         | —               | Uninterrupted             | 6. Juli 2016         | —                                     | —     | —        | —               |